# Philippe Leroy (homme politique)
Pour les articles homonymes, voir Philippe Leroy et Leroy.
Philippe Leroy, né le 3 février 1940 à Lille et mort le 19 août 2019 à Château-Salins, est un homme politique français.
Ingénieur du génie rural et des eaux et forêts (IGREF) retraité, il a été sénateur de Moselle de 2001 à 2017. Il est président du Conseil général de la Moselle de 1992 à 2011. Il est membre du groupe UMP puis Les Républicains.

## Biographie
Philippe Leroy est né le 3 février 1940 à Lille. Marié, il est père de 4 enfants. 

### Environnement
Il est diplômé de l’Institut national agronomique (Agro) et de l’École nationale des eaux et des forêts de Nancy. 
Il est Ingénieur du génie rural et des eaux et forêts (IGREF). 
D’abord chargé de recherches en écologie à l’Institut national de la recherche agronomique (INRA), il a été ensuite directeur adjoint au Centre régional de la propriété forestière (CRPF), chargé du développement forestier en Lorraine, Alsace, Franche-Comté et secrétaire général fondateur du Groupement interprofessionnel de promotion de l’économie du bois en Lorraine (GIPEBLOR), puis délégué des massifs forestiers de l’est, et président de l’Inventaire forestier national (IFN). 
De 1989 à 1998, il a été président du Parc naturel régional de Lorraine. 
Depuis 1979, il est président de la Commission permanente du Conseil supérieur de la forêt et des produits forestiers et, depuis 2004, président du Comité national de politique forestière. En octobre 2016, en tant que président du groupe forêt-bois du Sénat, il lance « L'appel de Mende », pour un plan de reboisement national,,.  
Il est également président du comité opérationnel de plan « Forêt, Biomasse, Biodiversité » du Grenelle Environnement. 
Philippe Leroy est fait Chevalier dans l’Ordre national du Mérite, Commandeur dans l'ordre du Mérite agricole, Chevalier de l’Ordre de la Légion d'honneur et Chevalier de l'Ordre des Palmes académiques.

### Moselle
Philippe Leroy est élu pour la première fois conseiller municipal de Vic-sur-Seille en 1971. 
En 1979, il est élu conseiller général du canton de Vic-sur-Seille. Il devient maire de Vic-sur-Seille en 1981, mandat qu’il assume jusqu’en mars 2001. Il choisit lors des élections municipales de mars 2001 de ne pas se représenter. 
De 1982 à 1992, Philippe Leroy est élu vice-président du Conseil général de la Moselle, délégué aux affaires économiques, au monde rural et au logement. 
Il entre au Conseil régional de Lorraine en 1986 : on lui confie alors la vice-présidence « agriculture, forêt et transports ». 
De 1992 à 2011, Philippe Leroy est le président du Conseil général de la Moselle. Son mandat est notamment marqué par une forte ambition culturelle : rénovations du musée Georges de la Tour à Vic sur Seille, du musée de la Guerre de 1870 et de l'Annexion à Gravelotte, de la Maison de Robert Schuman à Scy-Chazelles, ainsi que création d'une revue culturelle de haut niveau : 50-sept (numéro désignant la Moselle dans la liste des départements français), cette revue semestrielle publiera 22 numéros d'avril 2004 à décembre 2014. Patrick Weiten, le maire de Yutz, lui succède à la présidence du Conseil général le 31 mars 2011. Il reste néanmoins 3e vice-président du Conseil général.
En 1992, il est réélu conseiller régional et vice-président du Conseil régional de Lorraine, délégué à la recherche et à la technologie, puis, en 1998, premier vice-président du Conseil régional de Lorraine, délégué au contrat de plan pour les infrastructures routières et les voies navigables. Il a quitté en 2001 le Conseil régional de Lorraine en raison du cumul des mandats. 
C’est en effet en 2001 qu’il est élu sénateur de la Moselle. Il est membre de la commission des affaires économiques et membre de la délégation pour la planification au Sénat. 
Philippe Leroy est vice-président de l’Assemblée des départements de France (ADF), président de la commission logement. Au sein de l’ADF, Philippe Leroy a piloté une étude sur l’implication des départements dans le fait urbain.

### Europe
Philippe Leroy est le président de la délégation française du Comité des régions à Bruxelles jusqu'à début 1998. 
Philippe Leroy participe à l'intégration européenne et à la construction de « L'Europe des Hommes » à travers le partenariat qu'il a développé au fil des années entre la Moselle et la Sarre. Aujourd'hui[Quand ?], les échanges entre les élus et les fonctionnaires concernent tous les champs d'action du Conseil général de la Moselle et intéressent au quotidien la vie des Mosellans et des Sarrois. Les dossiers les plus originaux concernent dans le domaine de l’éducation les échanges dans les écoles favorisant le biculturel et le bilinguisme, dans le domaine économique la création d’une Eurozone à Forbach et la promotion des liaisons France Allemagne en TGV et Intercity-Express (ICE), dans le domaine de la culture la création du parc archéologique européen de Bliesbruck-Reinheim, du réseau des Jardins sans Limites ou encore du festival Perspectives. C’est à ce titre que Philippe Leroy a reçu le 15 juin 2009 dernier la médaille de l'ordre du Mérite de la République fédérale d'Allemagne décernée par le président Horst Köhler et remise par Peter Müller, chef du gouvernement du Land de Sarre.
Il soutient Alain Juppé pour la primaire présidentielle des Républicains de 2016[réf. souhaitée].

### Polémiques
Interviewé le 27 septembre 2008, Philippe Leroy a comparé les Gitans aux déchets radioactifs pour justifier un projet de stockage de ces derniers. En réaction à ces propos qu'il juge choquants, le Réseau Sortir du nucléaire exige la démission de Philippe Leroy de tous ses mandats et réclame une condamnation à des travaux d'intérêt général.

## Anciens mandats
En septembre 2017 après les élections sénatoriales, il quitte la scène politique.
- Président du Conseil général de la Moselle : 1992-2011. (Réélu en 1994, 1998, 2001, 2008)
- Vice-président du Conseil général de la Moselle : 1982-1992 / Depuis 2011.
- Vice-président du Conseil régional de Lorraine : 1986-2001
- Maire de Vic-sur-Seille : 1981-2001
- Conseiller général du canton de Vic-sur-Seille : 1979-2015
- Sénateur de la Moselle : 2001-2017